# Francesco Padovani
Francesco Padovani, soprannominato Cecco (Novara, 1994), è un hockeista su prato italiano, portiere dell'Hockey Club Bra e della Nazionale di hockey su prato dell'Italia.

## Biografia
Padovani, nato a Novara nel 1994, da piccolo muove i suoi primi passi nel Hockey Novara per poi trasferirsi alla Società Hockey Paolo Bonomi dove vince una Coppa Italia da capitano e si guadagna la convocazione in nazionale maggiore. Nell'estate 2019 passa al Hockey Club Bra, seconda squadra più titolata d'Italia.